# ニコール・マルシアノ
ニコール・マルシアノ（Nicole Marciano, 1977年6月13日 - ）は、アメリカ合衆国カリフォルニア州ロサンゼルス出身の女性モデル。
アメリカ海兵隊勤務の後、2000年1月号の米国版ペントハウス誌においてPet of the Month に選出された。